# Медресе Кылычбая
Медресе Кылычбая — архитектурный памятник (XIX век), расположенный в городе Карши (Узбекистан). Это медресе считается одним из немногих хорошо сохранившихся исторических памятников в городе. Этот памятник взят под охрану государства, а также включен в национальный список объектов недвижимого, материального и культурного наследия Узбекистана. Медресе мечети представляет собой небольшое здание, архитектурное строение которого напоминает медресе Ходжа Абдул Азиза. Эти два медресе расположены в непосредственной близости друг от друга.

## Строительство
Медресе мечети было построено в 1914 году усилиями богатого, влиятельного человека по имени мечеть при Саиде Олимхане хамкронлыке. В строительстве здания принимал участие мастер Шараф Бухари. Некоторые источники также сообщают, что мавзолей был построен в 1911 году.

## Архитектура
Медресе 12,5 метров в ширину и 13 метров в высоту. Двор построен в форме восьмиугольника. Площадь двора 6 х 7 метров. Посреди двора был построен пруд. Крыша здания двухэтажная. По бокам крыши расположены куполообразные своды. Медресе мечети состоит из двенадцати учебных классов. Всего в здании два этажа. Во дворе также налажена канализация. Стены медресе построены из сырцового кирпича. Структура медресе имеет вид, близкий к стилю казахского медресе Бек мир. Но размер относительно невелик. Сегодня медресе мечети функционирует как музей.

## Деятельность
Медресе мечети в первые годы функционировало как школа для детей младшего школьного возраста из этого близлежащего района.
С 1925 по 1938 год здание использовалось как следственный изолятор. Здесь допрашивались и содержались под стражей джадиды, писатели, захваченные в Кашкадарье и близлежащих районах. Мударибы и талибы медресе также были заключены в тюрьму. В 1938 году арестованных отправили в другое место, и медресе стало функционировать только как следственный изолятор. В 1950 году здесь стали поселяться учителя и простые жители, переселенцы из разных районов СССР.

## Ремонт
В 2021 году управление культурного наследия отремонтировало медресе, а также открыло в этом районе библиотеку и музей.